# Джероза
Джероза (італ. Gerosa) — колишній муніципалітет в Італії, у регіоні Ломбардія,  провінція Бергамо. З 4 лютого 2014 року Джероза є частиною новоствореного муніципалітету Валь-Брембілла.
Джероза розташована на відстані близько 500 км на північний захід від Рима, 55 км на північний схід від Мілана, 19 км на північний захід від Бергамо.
Населення — 380 осіб (2012).
Щорічний фестиваль відбувається 14 вересня. Покровитель — Santa Croce.

## Демографія
Населення за роками:

Станом на 31 грудня 2010 року в муніципалітеті офіційно проживало 15 іноземців з 10 країн, серед них 3 громадяни країн Євросоюзу та 2 громадяни України.

## Сусідні муніципалітети
- Блелло
- Брембілла
- Корна-Іманья
- Фуїп'яно-Валле-Іманья
- Сан-Джованні-Б'янко
- Сан-Пеллегрино-Терме
- Таледжо